# Nelsonia smithii
Nelsonia smithii är en akantusväxtart som beskrevs av Oerst.. Nelsonia smithii ingår i släktet Nelsonia och familjen akantusväxter. Inga underarter finns listade i Catalogue of Life.